# Gonzalo Colsa Albendea
Gonzalo Colsa Albendea (Santander, 2 d'abril de 1979) és un exfutbolista càntabre.

## Trajectòria
Va jugar a l'equip filial del Racing fins a mitjans de la temporada 1997-1998, en què passa a formar part de la primera plantilla. Debuta a primera el 22 de febrer de 1998 en el partit RCD Mallorca 2-1 Racing.
Amb el Racing juga quatre temporades encara que sis mesos ho fa cedit al CD Logroñés, fins que el 2001 fitxa per l'Atlètic de Madrid on juga una temporada aconseguint per aquest club l'ascens a primera.
La temporada següent va ser cedit al Reial Valladolid, on juga 37 partits de lliga i marca cinc gols, i en la següent ho fa pel RCD Mallorca jugant 32 partits de lliga i marcant tres gols, amb aquest equip també juga 5 partits de Copa de la UEFA.
El 2004 torna a l'Atlètic de Madrid i en la seva última temporada en aquest equip 2005-06 va disputar 15 partits de Lliga marcant un gol.
La temporada 2006-07 tornar a l'equip de la seva terra el Racing on milita en l'actualitat.
Des de mitjans de la temporada 2006-07, i fins a finalitzar la 2007-08 ha jugat en tots els partits oficials disputats, bé sortint de titular o com a suplent, i a la segona temporada d'aquesta etapa ha aconseguit arribar fins semifinals de la Copa del Rei i la classificació per a la Copa de la UEFA, ambdós assoliments inèdits en la història del Racing.
La temporada 2008-09 va ser un dels capitans de l'equip racinguista. En aquesta temporada llueix a la samarreta una P en homenatge al seu pare Pepe mort l'any anterior. En aquesta temporada va jugar grans partits, caient eliminats amb el seu club en la lligueta de la UEFA, però, realitzant grans accions individuals, com un golàs des trenta metres al Paris Saint Germain.
A la 2009-10 torna a ser un dels quatre capitans de l'Racing. El 21 de gener de 2010, va marcar un golàs semblant al que li va marcar al PSG, el que li va servir el Racing imposar-se al Osasuna per 2-1 a l'anada dels quarts de la Copa del Rei.
El 7 de juliol de 2012 el jugador fitxa pel CD Mirandés en la temporada 2012-13
La seva etapa al C.D. Mirandes acaba, en rescindir el seu contracte en el mercat d'hivern, jugant un total de 105 minuts en competició oficial. Pas més que silenciós per l'equip de Miranda de Ebro.

## Reconeixements
En el seu nom el 29 de maig de 2008 es funda una penya al seu poble, anomenada Peña racinguista de Ramales Gonzalo Colsa, comptant a la biblioteca municipal amb l'assistència del mateix jugador i Pedro Munitis, l'alcalde de Ramales, el president del Racing, Francisco Pernía i altres autoritats racinguistes. El 17 d'agost de 2008 aquesta penya li va fer entrega del trofeu al jugador més destacat de la campanya.
El 27 d'octubre de 2008 va ser premiat amb el Trofeu Chisco.

### Internacional
Mai ha estat internacional amb la selecció de futbol d'Espanya, encara que sí amb els equips inferiors.
Ha estat convocat amb la selecció de futbol de Cantàbria.

## Clubs
| Club                     | País    | Temporada | Partits disputats | Gols |
| ------------------------ | ------- | --------- | ----------------- | ---- |
| Racing de Santander B    | Espanya | 1996-1998 |                   |      |
| Racing de Santander B    | Espanya | 1997-1998 | 28                | 6    |
| Racing de Santander      | Espanya | 1997-1998 | 1                 | 0    |
| Racing de Santander      | Espanya | 1998-1999 | 1                 | 0    |
| CD Logroñés (cedit)      | Espanya | 1998-1999 | 5                 | 0    |
| Racing de Santander      | Espanya | 1999-2000 | 18                | 0    |
| Racing de Santander      | Espanya | 2000-2001 | 19                | 3    |
| Atlètic de Madrid        | Espanya | 2001-2002 | 18                | 0    |
| Reial Valladolid (cedit) | Espanya | 2002-2003 | 37                | 5    |
| RCD Mallorca (cedit)     | Espanya | 2003-2004 | 32                | 3    |
| Atlètic de Madrid        | Espanya | 2004-2005 | 30                | 3    |
| Atlètic de Madrid        | Espanya | 2005-2006 | 14                | 1    |
| Racing de Santander      | Espanya | 2006-2007 | 37                | 4    |
| Racing de Santander      | Espanya | 2007-2008 | 38                | 2    |
| Racing de Santander      | Espanya | 2008-2009 | 27                | 2    |
| Racing de Santander      | Espanya | 2009-2010 | 15                | 2    |
| Racing de Santander      | Espanya | 2010-2011 | 33                | 2    |
| Club Deportivo Mirandés  | Espanya | 2012-2013 | 105 minutos       | 0    |

## Títols
| Títol                 | Equip (*)                 | País    | Any |
| --------------------- | ------------------------- | ------- | --- |
| Campió del Món Sub-20 | Selecció espanyola Sub-20 | Espanya | -   |